# Gornja Petrička
Gornja Petrička is een plaats in de gemeente Ivanska in de Kroatische provincie Bjelovar-Bilogora. De plaats telt 136 inwoners (2001).